# Berrioplano
Berrioplano (o Berriobeiti in basco) è un comune spagnolo di 3 615 abitanti situato nella comunità autonoma della Navarra.
Il comune venne creato nel 1996 come distaccamento da Ansoáin. Fa parte dell'area metropolitana di Pamplona.